# Jabir II Al Sabah
Jābir al-Mubārak Āl Ṣabāḥ (in arabo جابر المبارك آل صباح‎?; 1860 – Al Kuwait, 5 febbraio 1917) è stato uno sceicco kuwaitiano in carica dal 28 novembre 1915 al 5 febbraio 1917.

## Biografia
Figlio primogenito di Mubārak il Grande, Jābir venne educato privatamente e studiò poi negli Stati Uniti alla scuola militare di Fort Garrison nel biennio 1902-1903. Dopo la morte del padre si ritrovò sul trono con una situazione di ascesa di molto più semplificata di quella che il suo genitore aveva conosciuto quasi vent'anni prima. Le manipolazioni diplomatiche attuate da Mubārak su ottomani e britannici sul finire dell'Ottocento assicurarono il Kuwait a Jābir come un'ottima base politica su cui lavorare: egli continuò sostanzialmente la politica di avvicinamento agli inglesi con una consistente emancipazione dall'Impero ottomano ormai in completa disfatta.
Il suo breve periodo di regno, ad ogni modo, non gli consentì di portare avanti i copiosi cambiamenti pensati per la sua terra in quanto morì nel 1917 a poco più di un anno dalla sua ascesa al trono.

## Matrimoni e figli
Jābir sposò come prima moglie Shaykha bint ʿAbd Allāh Āl Ṣabāḥ (morta il 30 ottobre 1939), figlia primogenita di ʿAbd Allāh II Pascià bin Ṣabāḥ Āl Ṣabāḥ, Shaykh del Kuwait dalla quale ebbe tre figli:
- Aḥmad bin Jābir Āl Ṣabāḥ, Shaykh del Kuwait e dipendenze.
- Maryam bint Jābir Āl Ṣabāḥ (1895 - 1983).
- Ḥammūd bin Jābir Āl Ṣabāḥ (1910 - 1973), figlio della prima concubina.

Jābir ebbe altre due concubine: una etiope sposata nel maggio del 1908 e una donna della famiglia degli Arayan della tribù dei Bani Khalid.